# Gnophos pyrenaica
Gnophos pyrenaica är en fjärilsart som beskrevs av Charles Oberthür 1913. Gnophos pyrenaica ingår i släktet Gnophos och familjen mätare. Inga underarter finns listade i Catalogue of Life.